# Killester Dublin
Le Dart Killester Dublin est un club irlandais de basket-ball évoluant en ESB Superleague, soit le plus haut niveau du championnat irlandais. Le club est basé dans la ville de Dublin.

## Palmarès
- Champion d'Irlande : 1975, 1976, 1977, 2001, 2007, 2010, 2011[2]
- Vainqueur de la Coupe d'Irlande : 1987, 2001